# Hailee Steinfeld

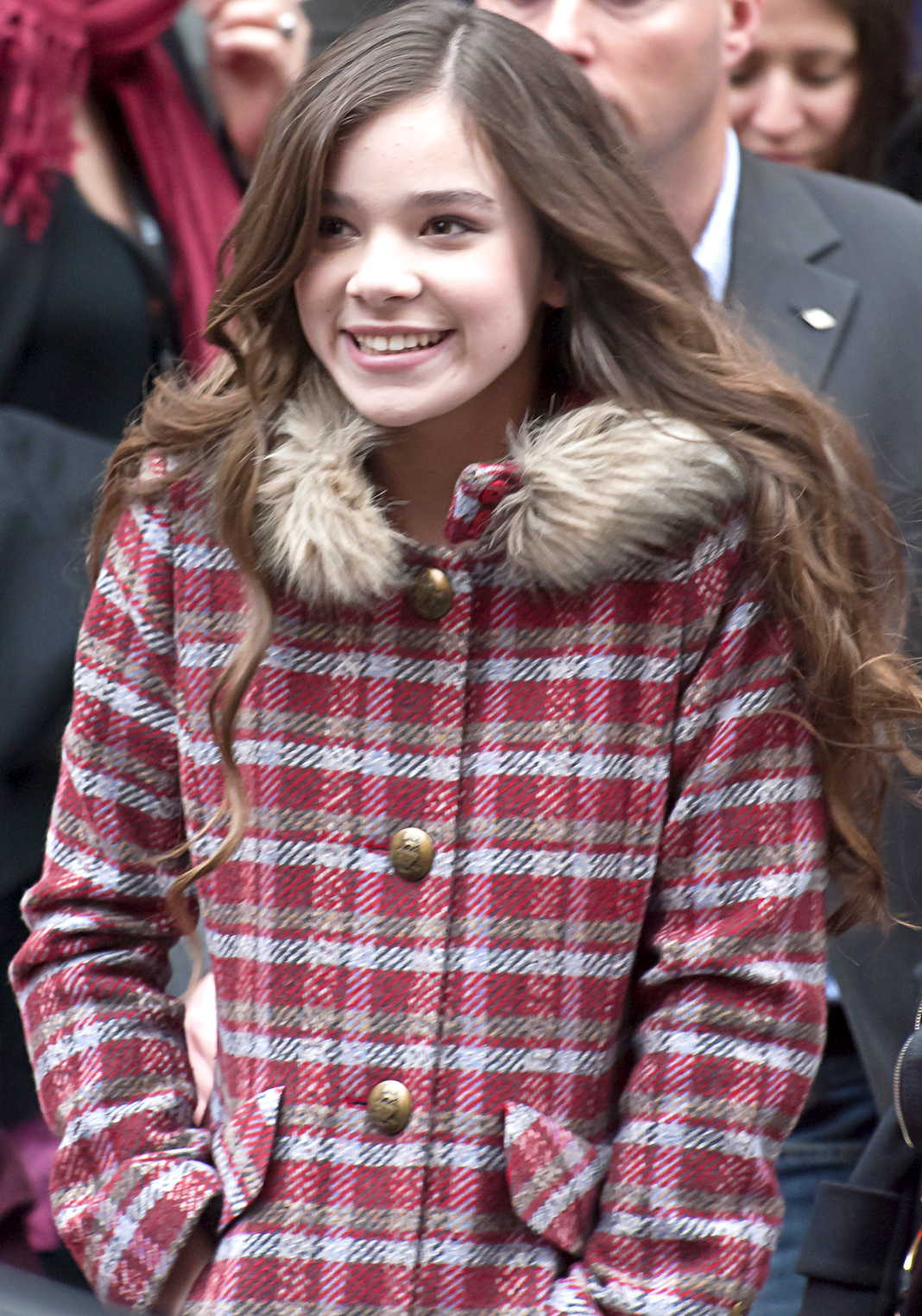
Steinfeld na Berlin Film Festivalu (2011)

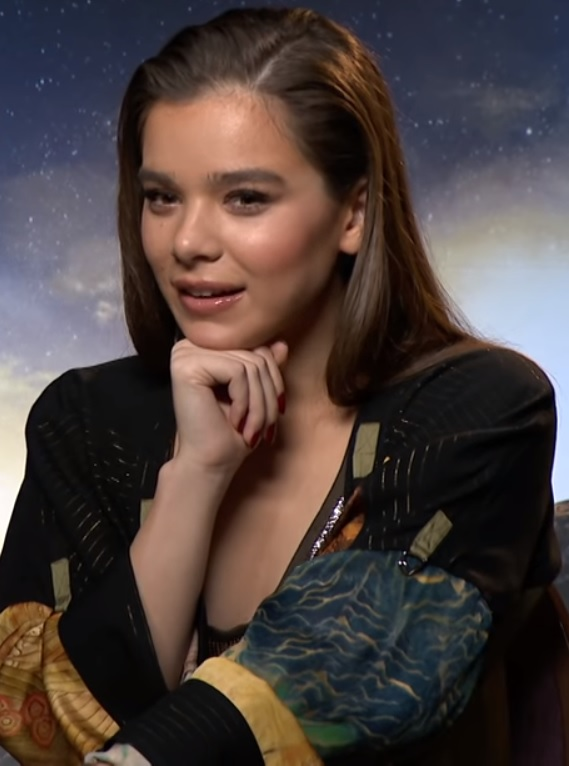
Steinfeld (2018)

Hailee Steinfeld (ur. 11 grudnia 1996 w Los Angeles) – amerykańska aktorka i piosenkarka, która zadebiutowała na dużym ekranie rolą Mattie Ross w filmie braci Coen Prawdziwe męstwo z 2010 roku, za który otrzymała nominację do Oscara dla najlepszej aktorki drugoplanowej.

## Młodość
Urodziła się w Tarzana, dystrykcie Los Angeles. Jest córką Cheri i Petera Steinfeldów, projektantki wnętrz i trenera fitness. Hailee ma starszego brata Griffina. Jej ojciec jest Żydem, a matka ma korzenie filipińskie, afroamerykańskie i europejskie.
Rodzina Steinfeldów zamieszkała w Agoura Hills, by później przenieść się do Thousand Oaks, gdzie Hailee uczęszczała do Ascension Lutheran School, Conejo Elementary i Colina Middle School. Od 2008 roku aktorka uczyła się w domu.

## Kariera aktorska
Rozpoczęła karierę aktorską, mając osiem lat. Wystąpiła w filmach krótkometrażowych i serialach telewizyjnych dla nastolatków, a także w reklamie sieci supermarketów K-Matz.
W 2010 otrzymała rolę Mattie Ross w filmie Prawdziwe męstwo braci Coen, który otworzył 61. Międzynarodowy Festiwal Filmowy w Berlinie. Za rolę w filmie została nominowana do nagrody Gildii Aktorów Filmowych dla najlepszej aktorki drugoplanowej oraz do nagrody BAFTA za najlepszą rolę pierwszoplanową. Otrzymała również wiele nagród i nominacji stanowych kół krytyków. 16 stycznia 2011 pojawiła się na 68. ceremonii wręczenia Złotych Globów, gdzie wraz z piosenkarzem Justinem Bieberem wręczyła nagrodę dla najlepszego filmu animowanego. W 2011 była nominowana do Oscara dla najlepszej aktorki drugoplanowej. W 2013 zagrała postać szekspirowskiej Julii Kapulet w adaptacji sztuki Romeo i Julia w reżyserii Carlo Carliego.

## Życie prywatne
Od 22 listopada 2024 była zaręczona z rozgrywającym Buffalo Bills Joshem Allenem, z którym wzięła ślub w maju 2025.

## Filmografia

### Filmy kinowe
- 2010: Prawdziwe męstwo (True Grit) jako Mattie Ross
- 2013: Hateship Loveship jako Sabitha
- 2013: Zacznijmy od nowa (Begin Again) jako Violet
- 2013: Gra Endera (Ender’s Game) jako Petra Arkanian
- 2013: Romeo and Juliet jako Julia Kapulet
- 2014: The Keeping Room jako Louise
- 2014: Eskorta (The Homesman) jako Tabitha Hutchinson
- 2014: 72 godziny (3 Days to Kill) jako Zooey Renner
- 2015: Ten Thousand Saints jako Eliza
- 2015: Pitch Perfect 2 jako Emily
- 2015: Zabójcza (Barely Lethal) jako Megan Walsh
- 2016: Gorzka siedemnastka (The Edge of Seventeen) jako Nadine
- 2017: Pitch Perfect 3 jako Emily
- 2018: Spider-Man Uniwersum jako Gwen Stacy (głos)
- 2018: Bumblebee jako Charlie Watson
- 2019: Between Two Ferns: Film jako Hailee Steinfeld
- 2019: Aniołki Charliego jako Aniołek-rekrut
- 2023: Spider-Man: Poprzez multiwersum jako Gwen Stacy (głos)
- 2025: Grzesznicy jako Mary

### Filmy telewizyjne
- 2010: Summer Camp jako Shayna Matson

### Filmy krótkometrażowe
- 2008: Heather: A Fairy Tale jako Heather
- 2009: She’s a Fox jako Talia Alden
- 2010: Without Wings jako Allison
- 2010: Grand Cru jako Sophie
- 2013: The Magic Bracelet jako Angela

### Seriale telewizyjne
- 2010: Sons of Tucson jako Bethany
- 2007: Teraz ty! (Back to You) jako Mała dziewczynka
- 2019–2021: Dickinson jako Emily Dickinson
- 2021: Hawkeye jako Kate Bishop
- 2021: Arcane jako Vi

## Dyskografia

### Single
- 2015: „Love Myself”
- 2016: „Starving”
- 2017: „Most Girls”
- 2018: „Capital Letters” (oraz BloodPop) – złota płyta w Polsce[13]
- 2019: „Afterlife”
- 2020: „Wrong Direction”
- 2020: „I Love You's”
- 2022: „Coast”
- 2023: "SunKissing"
- 2025: Dangerous

### EPka:Haiz
13 listopada 2015 Steinfeld wydała mini-album zatytułowany Haiz. Znajdują się na nim 4 piosenki: „Love Myself”, „You're Such A”, „Hell Nos and Headphones” oraz „Rock Bottom”.

### EPka:Half Written Story
8 maja 2020 Steinfeld wydała mini-album zatytułowany Half Written Story. Znajduje się na nim 5 piosenek: „I Love You's”, „Your Name Hurts”, „End this (L.O.V.E.)”, „Man Up” i „Wrong Direction”.

## Nagrody i nominacje
Oscary 2010
- nominacja: najlepsza aktorka drugoplanowa − za film Prawdziwe męstwo

Nagroda Gildii Aktorów Filmowych 2010
- nominacja: najlepsza aktorka drugoplanowa − za film Prawdziwe męstwo

Nagroda BAFTA 2010
- nominacja: najlepsza aktorka pierwszoplanowa − za film Prawdziwe męstwo